# Otavaloa lisei
Otavaloa lisei är en spindelart som beskrevs av Huber 2000. Otavaloa lisei ingår i släktet Otavaloa och familjen dallerspindlar. Inga underarter finns listade i Catalogue of Life.